# Teatro del Borgo
Il teatro del Borgo è un teatro di Firenze. Ospita lavori di prosa, per lo più di compagnie locali, ma anche rassegne sperimentali per giovani artisti del panorama italiano.

## Storia
Il teatro del Borgo viene inaugurato nel 1924, nell'allora Comune di Casellina e Torri, municipalità assorbita dal Comune di Firenze durante la riorganizzazione amministrativa della città, operata dal governo fascista. L'immobile, oggi nel Quartiere 4 di Firenze, completava, come ala a sé stante, la sede della locale Società di mutuo soccorso. Chiuso negli anni 60, il teatro fu trasformato in civile abitazione e successivamente in laboratorio di falegnameria. Tornato nelle disponibilità dell'Arci, nei primi anni 2000 inizia un'operazione di recupero dell'edificio, che prosegue con la costituzione dell'associazione "Teatro del Borgo", attuale gestore della struttura. Nel 2014 la ristrutturazione viene accelerata anche grazie all'apporto di contributi pubblici e privati e nello stesso anno la nuova sala viene inaugurata. Da allora ospita regolari stagioni di prosa e progetti di formazione per la cittadinanza e per le diverse fasce di età.